# خوردي غوميز
خوردي غوميز (بالإسبانية: Jordi Gómez) (مواليد 24 مايو 1985 في برشلونة - إسبانيا) لاعب كرة قدم إسباني يلعب حاليا لصالح نادي الدرجة الممتازة ويجان أتلتيك الإنجليزي منذ 2009 في مركز الوسط المحوري .

## روابط خارجية
- خوردي غوميز على موقع قاعدة بيانات كرة القدم.إي يو (الإنجليزية)
- خوردي غوميز على موقع Soccerbase.com (لاعب) (الإنجليزية)
- خوردي غوميز على موقع Soccerway.com (الإنجليزية)
- خوردي غوميز على موقع عالم كرة القدم.نت (الإنجليزية)
- خوردي غوميز على موقع كووورة
- خوردي غوميز على موقع AS.com (الإسبانية)